# Johann Zdiarsky

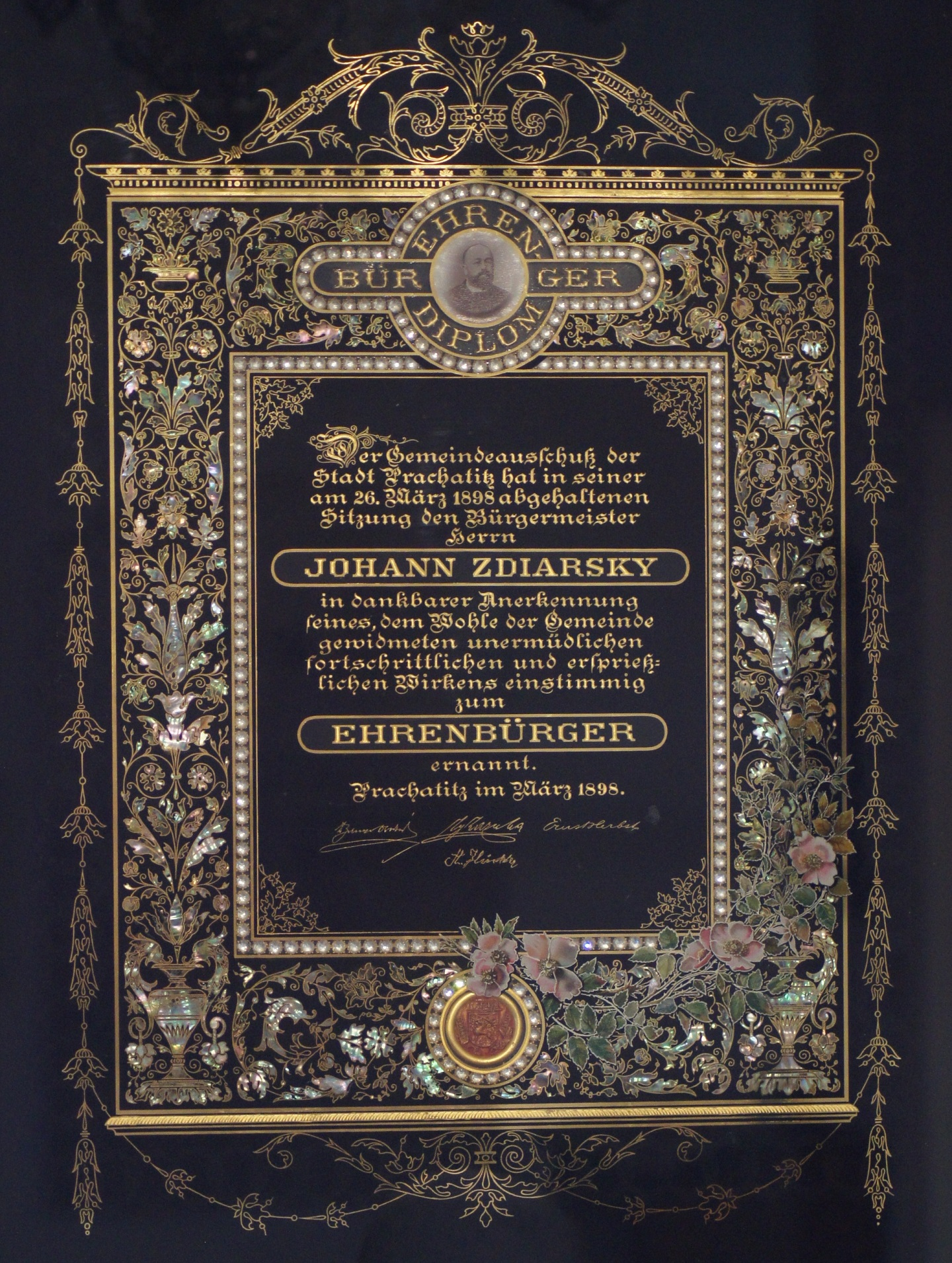
Johann Zdiarskys Ehrenbürger-Diplom, März 1898

Johann Zdiarsky (tschechisch Jan Žďárský; * 20. Juli 1849 in Prachatitz; † 15. Februar 1907 ebenda) war Unternehmer und Bürgermeister in der südböhmischen Stadt Prachatitz (Prachatice).

## Biografie
Johann Zdiarskys Eltern Wenzel und Rosina waren Kammmacher und kauften im Jahr 1865 das Sitter-Haus am Stadtplatz (Velké náměstí) von Prachatitz (heute Stadtmuseum), wo auch die Gastwirtschaft Zur Bierquelle betrieben wurde. Zdiarsky arbeitete als Eichmeister und heiratete 1871 die Arzttochter Theresia Rau aus Nýrsko (deutsch Neuern), mit der er acht Kinder hatte. Nachdem seine Frau gestorben war, heiratete er 1886 Anna Krásova aus Volyně (deutsch Wolin), die ihm drei weitere Kinder gebar.
Zdiarsky wurde zum lokalen Vertreter des Deutschen Böhmerwaldbundes gewählt. 1885 richtete er im ersten Stock seines Hauses am Ringplatz 13 ein kleines Studentenheim für Schüler des Gymnasiums ein. Als 1891 der Langzeitbürgermeister Ernst Mayer starb, wurde Zdiarsky sein Nachfolger als Bürgermeister und übte dieses Amt bis zu seinem Tode aus. 1893 konnte er die Bemühungen seines Vorgängers um den Anschluss der Stadt ans Eisenbahnnetz, die spätere Bahnstrecke Číčenice–Haidmühle, erfolgreich abschließen. Zdiarsky ließ einen städtischen Bebauungsplan erstellen, der die Grundlage für die weitere Stadtentwicklung bildete. Während seiner Amtszeit wurden das neue Gymnasiumsgebäude und das Neue Rathaus erbaut, außerdem 1904 das neue Studentenheim Eule (tschechisch Sova) eingerichtet. – Zdiarsky war Mitglied der Schlaraffia.
Für seine Verdienste wurde Johann Zdiarsky am 26. März 1898 zum Ehrenbürger der Stadt ernannt und mit dem Ritterorden belehnt.